# Liefje (film)
Liefje is een Nederlandse film uit 2001 van Emile Fallaux, die is uitgebracht als Telefilm. Het was de debuutfilm voor Jelka van Houten.

## Verhaal
Esther zit in een kliniek, omdat ze ervan verdacht wordt haar vader om het leven te hebben gebracht, die haar jarenlang seksueel misbruikt heeft. Zijzelf echter ontkent in alle toonaarden, en haar verpleegsters denken aan een ontkenningssyndroom.

## Rolverdeling
- Jelka van Houten - Esther Valkhof
- Ramsey Nasr - Erik
- Erik van der Horst - Vader Valkhof
- Renée Fokker - Clara
- Will van Kralingen - Dorien